# 陣鉢山
陣鉢山（じんばちやま）は、鳥取県八頭郡若桜町にある山である。

## 概要
鳥取県南東部、兵庫県との県境に聳える氷ノ山の舂米の谷を隔てた北西に位置する。
姿の良い山とされ、氷ノ山山麓の高原わかさ氷ノ山自然ふれあいの里からはその全景を望むことができる。
県境尾根の南側に東因幡林道（車両通行禁止）が整備されており、登山は比較的容易である。
しかし周囲に氷ノ山や扇ノ山など人気の高い山々があるため登山者は少ない。氷ノ山後山那岐山国定公園の指定区域外である。